# مقاطعة يهلافا
مقاطعة يهلافا (بالتشيكية: Okres Jihlava)‏ هي مقاطعة (أوكريس) في إقليم فيسوتشنا في جمهورية التشيك.
عاصمة هذه المقاطعة هي مدينة يهلافا.

## اقرأ أيضاً
- مقاطعات جمهورية التشيك